# エルンスト1世 (シュヴァーベン大公)
エルンスト1世（Ernst I., ? - 1015年3月31日/5月31日）は、中世ドイツのシュヴァーベン大公（在位：1012年 - 1015年）。バーベンベルク家のオーストリア辺境伯レオポルト1世とリヒャルディス・フォン・ズアラフェルトガウの子。

## 生涯
1012年、ドイツ王ハインリヒ2世は、シュヴァーベン大公ヘルマン3世が嗣子なく死去した後に、エルンスト1世にシュヴァーベン大公を与えた。エルンストはシュヴァーベン大公位にさらに正当性を持たせるため、ヘルマン3世の姉ギーゼラと結婚した。
エルンストはギーゼラとの間に以下の2人の息子をもうけた。
- エルンスト2世（1010年頃 - 1030年） - シュヴァーベン大公（1015年 - 1030年）
- ヘルマン4世（1015年頃 - 1038年） - シュヴァーベン大公（1030年 - 1038年）

1015年に狩りの際の事故により死去し、息子エルンスト2世が大公位を継承した。遺体はヴュルツブルクに埋葬された。